# 卫国战争游击队员奖章
卫国战争游击队员奖章（俄语：Медаль «Партизану Отечественной войны»）于1943年2月2日设立，是苏联在卫国战争期间设立的军事勋章，授予在德国法西斯占领军后方展开的游击战争中，表现勇敢坚定的游击队员，以表彰他们在沦陷区组织游击作战与纳粹抗争的勇气与成就。此勋章分为两级。到1995年，一级和二级卫国战争游击队员奖章的总颁发量分别为56883枚和70992枚。

## 历史
1943年2月2日由苏联最高苏维埃主席团法令设立卫国战争游击队员奖章。奖章由艺术家尼古拉·莫斯卡廖夫设计，取材于未实现的苏维埃武装力量二十五周年奖章。

## 级别
卫国战争游击队员奖章分为两级，由苏联最高苏维埃主席团法令授予。一级奖章授予在沦陷区为苏维埃祖国进行游击战的游击队官兵，以表彰他们的勇敢、英雄主义和组织抵抗纳粹侵略者的杰出成就。二级奖章授予游击队官兵，以表彰他们在执行指挥部的命令和任务中的个人军事成就。勋章最高级为一级。此勋章应佩戴在左胸，在纪念列宁诞辰一百周年奖章之后，守卫苏联国界有功奖章之前。

## 颁授
1943年6月的第1号奖章被授予苏联游击队员叶菲姆·奥斯彭科，他是一名矿工。他在1941年秋天成为Peredovoy游击队机动小组的指挥官，在卡卢加州的苏希尼奇附近作战。在米什博尔火车站附近，一个土制地雷引信发生故障后，他用一根铁路标志上的杆子击中雷管引爆地雷。最终一列德军军列（一辆机车和三个坦克运输平台）脱轨。奥斯彭科本人身受重伤并失明。
获奖者不受国籍限制，在苏联沦陷区领土上参与游击战的外籍反法西斯人士也可被授予此类奖章。例如来自捷克斯洛伐克的扬·纳莱普卡上尉，保加利亚的维拉·帕夫洛娃等人。

## 样式
勋章为圆形，采用五边形绶带，章体直径32毫米。一级为银质，二级为铜质镀金。奖章正面是斯大林和列宁侧面头像，周围围绕俄文“奖励给卫国战争游击队员”和五角星、飘带等图案。奖章正面边缘镶有边框。背面图案为镰刀锤子图案，题字“为了我们的苏维埃祖国”。所有铭文和图案为浮雕。这是斯大林的形象首次出现在苏联勋章上。
|      |  |
| 勋略 |  |
|      |  |